# Композити

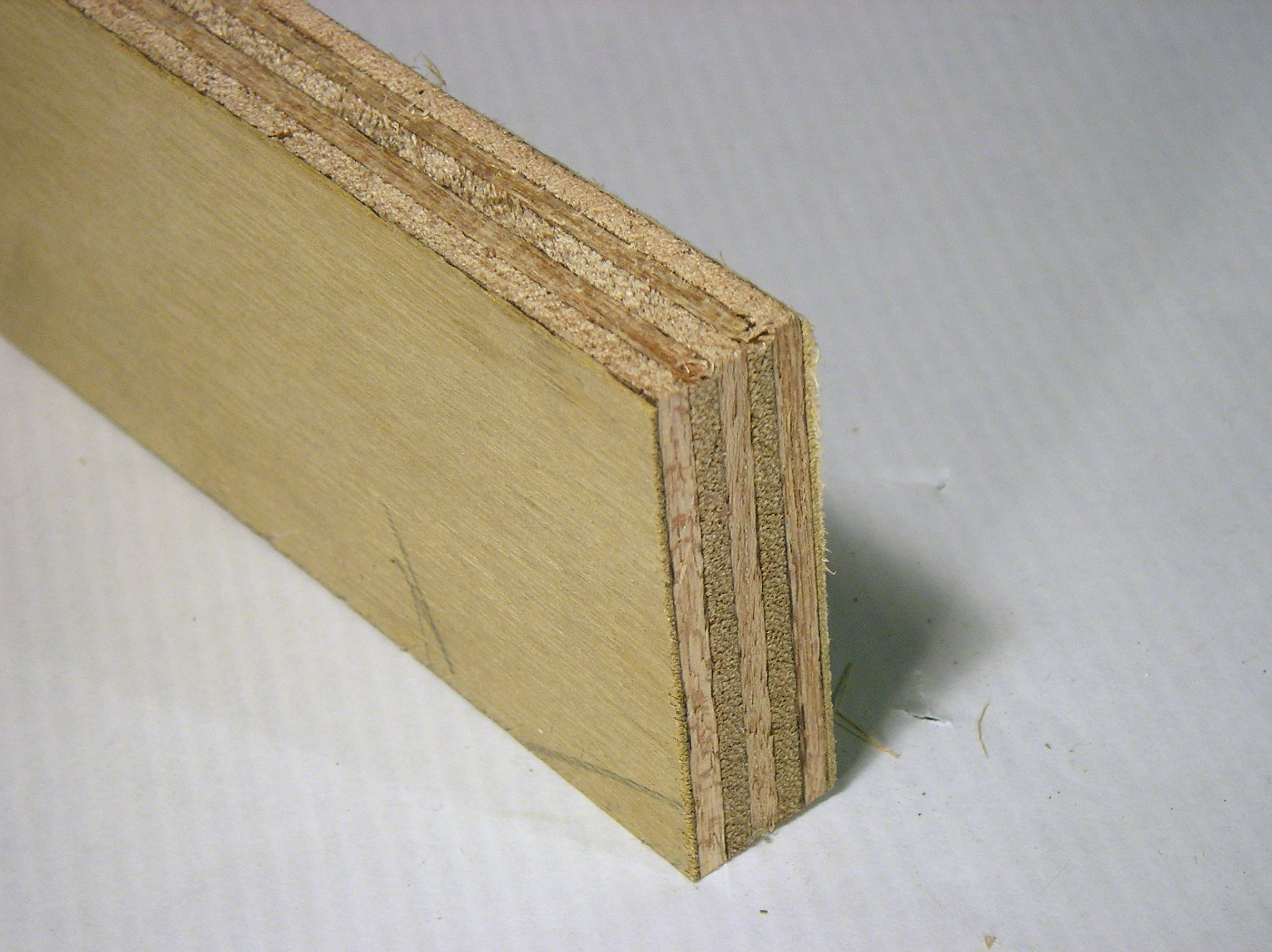
Фанера — композитний матеріал

Компози́тний матеріа́л (КМ), або компози́т — гетерофазний матеріал, окремі фази якого виконують специфічні функції, забезпечуючи йому властивості, яких не має жодний з компонентів окремо. Зазвичай отримують поєднанням двох або більше компонентів, які нерозчинні або малорозчинні один в одному і мають властивості, що сильно відрізняються. Один компонент пластичний (зв'язувальна речовина, або матриця), а другий має високі характеристики міцності (наповнювач, або зміцнювач). Таким чином, у КМ кожний компонент грає свою специфічну роль: матриця забезпечує пластичність, зміцнювач — міцність матеріалу; Особливий клас КМ — це природні КМ.

## Класифікація композиційних матеріалів
КМ класифікують за рядом ознак:

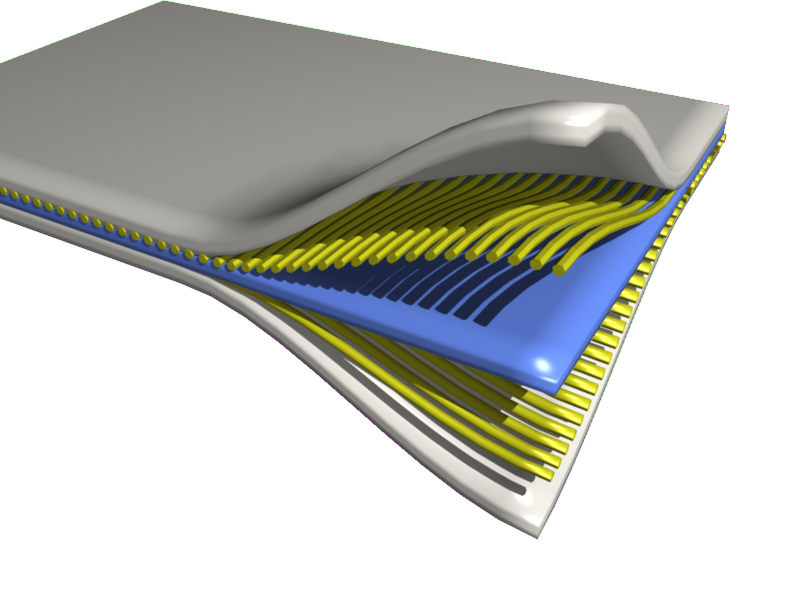
Композит з двовісним армуванням

- за формою зміцнювального компонента (волокнисті, дисперсно-зміцнені, шаруваті). Волокна можуть бути безперервними і дискретними;
- за видом матеріалу матриці (металеві, керамічні, полімерні, вуглецеві);
- за схемою армування (для волокнистих матеріалів) — з одновісним, двовісним, тривісним та багатовісним армуванням;
- за видом матеріалу зміцнювача (металеві частинки, металеві волокна і шари, вуглецеві, борні, скляні, органічні, керамічні волокна). Залежно від технології введення армувальних волокон у матрицю застосовують різні форми армувальних елементів — нитки, джгути, стрічки, тканини.

У КМ на основі полімерних матриць як полімер використовують епоксидні, фенольні, поліуретанові, поліамідні смоли. Ці смоли мають низьку густину, невисоку температуру полімеризації, високу міцність і жорсткість, достатню адгезійну міцність з основними видами армувальних волокон, гарні технологічні властивості.
Як матеріали зміцнювачів застосовують високоміцні і високожорсткі (з високим модулем пружності Е) волокна всіх перелічених вище типів залежно від умов роботи виробу. Ними можуть бути тонкий дріт, спеціально виготовлені волокна, вуса. Діаметр волокон змінюється від одиниць до декількох десятків мікрометрів.
У КМ з металевою матрицею основним матеріалом для матриць є сплави на основі Al, Mg, Ті, іноді нікелеві сплави. Як зміцнювач використовують вуглецеві волокна, нитки з карбіду кремнію, оксиди алюмінію, бору, тонкі дроти металів.
У КМ керамічного типу матрицею служать оксиди, нітриди, карбіди, інтерметаліди.

## Властивості та використання КМ
Властивості КМ залежать від матеріалу матриці і зміцнювача, кількісного їх співвідношення, форми зміцнювача, для волокнистих КМ — від схеми армування і довжини волокон.
Матриця зв'язує композицію, придає їй форму. Від властивостей матриці залежать технологічні режими одержання КМ і такі важливі характеристики, як робоча температура, густина, питома міцність.

## КМ в Україні
В Україні започатковані принципово нові методи створення композитів . Освоєно метод прямого синтезу силіцидів з металу й силіцію, а також безпосереднє відновлення оксидів металів силіцієм тощо. Багатьма своїми властивостями — міцністю, ударною в'язкістю, границею витривалості тощо — композити значно перевищують традиційні матеріали, завдяки чому потреби суспільства в них і взагалі у нових матеріалах безперервно зростають.
На виготовлення композитів витрачають великі кошти, цим пояснюється той факт, що довгий час головними споживачами композитів були авіаційна і космічна промисловості. Зараз композитні матеріали використовуються у машинобудуванні, будівництві, важкій та легкій промисловості.